# Leptonesiotes
Leptonesiotes is een geslacht van kevers uit de familie bladkevers (Chrysomelidae).
De wetenschappelijke naam van het geslacht werd in 1958 gepubliceerd door Blake.

## Soorten
- Leptonesiotes cyanospila (Suffrian, 1867)
- Leptonesiotes quadrimaculata Blake, 1959
- Leptonesiotes semicyaneus (Suffrian, 1867)
- Leptonesiotes virkkii Santiago-Blay, Poinar & Craig, 1996